# Râul Folea
Râul Folea este un afluent al râului Lanca Birda. 

## Hărți
- Harta județului Timiș